# J Majik
J Majik (pravým jménem Jamie Spratling) je drum and bassový DJ pochází z Northwoodu, Anglie. J Majik začal hrát již jako náctiletý na počátku 90. let pod pseudonymem DJ Dextrous a svůj první track vydal roku 1992 v labelu Planet Earth. Roku 1994 byl donucen změnit si jméno kvůli tomu, že přezdívku DJ Dextrous již používal jiný DJ hrající za label Metalheadz. Ve stejné době začal hrát za Mo' Wax label a později založil vlastní nahrávací studio Infrared. V současné době vydává pod jmény Innervisions a Infrared.

## Spolupracoval s
- Goldie
- Adam F
- Danny J
- DJ Hype
- Hatiras
- Kathy Brown
- Liquid people
- Sonic & Silver
- Wickaman
- Pavel

## Vybraná diskografie
- Fabric Live 13